# Ashley Jensen
Ashley Samantha Jensen (Annan, Dumfries and Galloway, Schotland, 11 augustus 1969) is een Schotse actrice, vooral bekend geworden door haar rollen in de televisieseries Extras en Ugly Betty.
Ashley werd door haar moeder opgevoed, haar vader heeft ze nooit gekend. Ze was getrouwd met Terence Beesley (1957-2017), Brits acteur en schrijver. In oktober 2009 kregen zij een zoon.
Ashley kreeg haar opleiding op de Universiteit van Queen Margaret in Edinburgh. Haar eerste rol als actrice kreeg ze in de sitcom May to December op de BBC. Daarna speelde ze enkele rolletjes in minder bekende Britse reeksen. Haar grote doorbraak kwam er nadat ze de rol kreeg van Maggie Jacobs naast Ricky Gervais in Extras. De rol leverde haar enkele prijzen op: in 2005 was ze de beste nieuwkomer en beste televisieactrice op de British Comedy Awards en in 2007 kreeg ze voor diezelfde rol een Emmy-nominatie.
In september 2006 kreeg ze een rol in Ugly Betty, een rol die ze drie seizoenen lang vertolkte. Ze speelde hierin Christina McKinney, de kleedster en naaister van Mode Magazine en een goede vriendin van Betty.
Ashley Jensen werkte later in haar carrière ook in de komische detectiveserie Agatha Raisin waarin zij de gelijknamige hoofdrol speelt, en de televisieserie Shetland waarin ze vanaf het achtste seizoen de hoofdrol vertolkt.